# Prestwich Medal
Die Prestwich Medal ist ein Preis der Geological Society of London für Geologie. Er wird in der Regel alle drei Jahre vergeben. Er ist nach Joseph Prestwich benannt, der den Preis in seinem Testament stiftete.
Der Preis ist nicht an die Nationalität oder das Geschlecht gebunden. Er ist mit einer Goldmedaille verbunden. Das Preisgeld konnte nach den Bestimmungen bei Nichtverleihung auch für andere Zwecke verwendet werden.

## Preisträger
- 1903 John Lubbock, 1. Baron Avebury
- 1906 William Whitaker
- 1909 Maria Millington Evans
- 1915 Émile Cartailhac
- 1918 William Boyd Dawkins
- 1939 Samuel Hazzledine Warren
- 1942 Alfred Santer Kennard
- 1948 Henri Breuil
- 1951 Harry Godwin
- 1954 Frederick William Shotton
- 1957 John Kaye Charlesworth
- 1960 Vivian Fuchs
- 1963 Kenneth Page Oakley
- 1966 Dennis Curry
- 1969 Louis Seymour Bazett Leakey und Mary Douglas Leakey
- 1972 Richard Foster Flint
- 1976 Walter William Bishop
- 1979 Ian Graham Gass
- 1981 Harold Garnar Reading
- 1984 Charles Downie
- 1987 Claud William Wright
- 1990 William James Kennedy
- 1993 Henry Elderfield
- 1996 Mary Fowler
- 1999 Claude Jaupart
- 2002 Adrian William Amsler Rushton
- 2005 Geoffrey Russell Coope
- 2007 Frederick Vine
- 2010 Peter Furneaux Friend
- 2014 Max Coleman
- 2015 Alastair Robertson
- 2016 Henry Emeleus
- 2018 Jan Zalasiewicz
- 2019 Anthony Barber
- 2020 Kristján Saemundsson
- 2021 Sanjeev Gupta
- 2023 Teal Riley[1]